# Regiony ve Francii
Francouzská republika sestává od roku 2016 z 18 regionů. Ty se dále dělí do 101 departementů. Předtím se Francouzská republika členila na 27 regionů.

## Historie
Regiony ve Francii nahradily coby vysoká územně-organizační jednotka někdejší provincie.

### Regiony do roku 2015

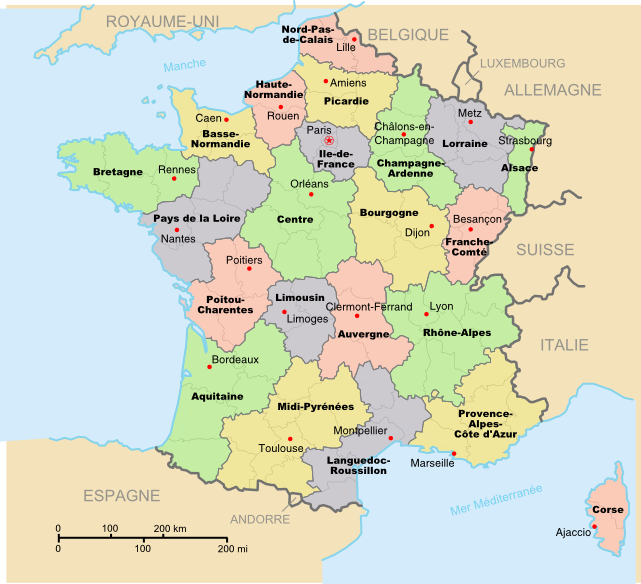
Regiony Francie do roku 2015

Do konce roku 2015 Francie sestávala z 27 tradičních regionů (22 v Metropolitní Francii a 5 v Zámořské Francii).
metropolitní
1. Alsasko
2. Akvitánie
3. Auvergne
4. Dolní Normandie
5. Burgundsko
6. Bretaň
7. Centre
8. Champagne-Ardenne
9. Korsika
10. Franche-Comté
11. Horní Normandie
12. Île-de-France
13. Languedoc-Roussillon
14. Limousin
15. Lotrinsko
16. Midi-Pyrénées
17. Nord-Pas-de-Calais
18. Pays de la Loire
19. Pikardie
20. Poitou-Charentes
21. Provence-Alpes-Côte d'Azur
22. Rhône-Alpes

zámořské
1. Guadeloupe
2. Guyana
3. Martinik
4. Réunion
5. Mayotte

## Regiony
Po roce 2016 se ve Francii nacházi 18 regionů. 

### Regiony od roku 2016
K lednu 2016 došlo ve Francii k redukci počtu regionů, vesměs slučováním stávajících. Počet regionů Metropolitní Francie se snížil z 22 na 13, zatímco zámořské regiony zůstaly beze změny. Region Korsika má zvláštní autonomní status Collectivité territoriale de Corse.
| název                      | rozloha (km²) | počet obyvatel (2017) | hlavní město | předchozí region(y)                        | počet departementů |
| -------------------------- | ------------- | --------------------- | ------------ | ------------------------------------------ | ------------------ |
| Auvergne-Rhône-Alpes       | 69 711        | 7 948 300             | Lyon         | 2 (Auvergne a Rhône-Alpes)                 | 12                 |
| Burgundsko-Franche-Comté   | 47 784        | 2 811 400             | Dijon        | 2 (Burgundsko a Franche-Comté)             | 8                  |
| Bretaň                     | 27 208        | 3 306 500             | Rennes       | beze změny                                 | 4                  |
| Centre-Val de Loire        | 39 151        | 2 538 000             | Orléans      | 1 (Centre)                                 | 6                  |
| Korsika                    | 8 680         | 330 500               | Ajaccio      | beze změny                                 | 2                  |
| Grand Est                  | 57 441        | 5 549 600             | Štrasburk    | 3 (Alsasko, Lotrinsko a Champagne-Ardenne) | 10                 |
| Hauts-de-France            | 31 806        | 6 010 000             | Lille        | 2 (Nord-Pas-de-Calais a Pikardie)          | 5                  |
| Île-de-France              | 12 011        | 12 174 900            | Paříž        | beze změny                                 | 8                  |
| Normandie                  | 29 907        | 3 499 300             | Rouen        | 2 (Dolní Normandie a Horní Normandie)      | 5                  |
| Nová Akvitánie             | 84 036        | 5 957 000             | Bordeaux     | 3 (Akvitánie, Limousin a Poitou-Charentes) | 12                 |
| Okcitánie                  | 72 724        | 5 845 100             | Toulouse     | 2 (Midi-Pyrenées a Languedoc-Roussillon)   | 13                 |
| Pays de la Loire           | 32 082        | 3 553 400             | Nantes       | beze změny                                 | 5                  |
| Provence-Alpes-Côte d'Azur | 31 400        | 5 030 900             | Marseille    | beze změny                                 | 6                  |

| název              | rozloha (km²) | počet obyvatel (2017) | hlavní město   |
| ------------------ | ------------- | --------------------- | -------------- |
| Guadeloupe         | 1 628         | 395 700               | Basse-Terre    |
| Francouzská Guyana | 83 534        | 268 700               | Cayenne        |
| Réunion            | 2 504         | 853 700               | Saint-Denis    |
| Martinik           | 1 128         | 376 500               | Fort-de-France |
| Mayotte            | 374           | 256 500               | Mamoudzou      |